# Issy ten Donkelaar
Issy ten Donkelaar (Losser, 7 november 1941) is een voormalig Nederlands voetballer en voetbaltrainer.
Ten Donkelaar voetbalde tussen 1962 en 1971 voor Sportclub Enschede en FC Twente. Hij sloot zijn loopbaan af bij SC Heracles. Hij stond gedurende zijn carrière zowel als aanvaller, middenvelder als verdediger opgesteld, meestal aan de rechterkant. Hij scoorde 26 eredivisiedoelpunten. Ten Donkelaar was op 27 augustus 1972 de eerste speler in het Nederlands betaalde voetbal die een rode kaart ontving van scheidsrechter Joop Vervoort in het duel Heracles - De Graafschap in de Eerste divisie. 
Ten Donkelaar behaalde zijn trainersdiploma's en trainde enkele amateurclubs. Hierna was hij werkzaam op het bondsbureau van de KNVB-afdeling Twente. In 1991 werd Ten Donkelaar door technisch manager Theo Vonk aan de staf van FC Twente toegevoegd als hoofd jeugdopleidingen. In februari 1992 werd hij tevens betrokken bij het eerste team. In 1994 werd hij voor een jaar als hoofdtrainer aangesteld, als opvolger van Rob Baan. Ten Donkelaar werd als de meest geschikte kandidaat gezien om talenten uit de jeugdopleiding te laten doorstromen. In december wilde de club zijn contract met twee seizoenen verlengen en in januari 1995 ondertekende hij een contract dat hem tot zijn pensioen aan Twente verbond waarbij per jaar gekeken werd of dat nog als hoofdtrainer zou zijn. Toen de resultaten uitbleven, werd hij in november 1995 van het eerste team gehaald en keerde hij op 15 januari 1996 terug naar de jeugdopleiding. Ten Donkelaar werd, na een interim-periode onder leiding van zijn voormalige assistent Fred Rutten, opgevolgd door Hans Meyer. Later hield Ten Donkelaar zich bezig met de jeugdscouting bij Twente.